# Saský státní archiv
Saský státní archiv (německy Sächsisches Staatsarchiv) je správním úřadem a zvláštním státním orgánem přímo řízeným Saským ministerstvem vnitra, jenž je odpovědným archivem pro soudy, úřady a další veřejné úřady Svobodného státu Sasko. Úkolem Saského státního archivu je uchovávání archiválií Svobodného státu Sasko a jeho právních a funkčních předchůdců, které mají trvalou hodnotu, a jejich zpřístupňování veřejnosti.

## Historie
Saský státní archiv byl s platností od 1. ledna 2005 vytvořen ze tří dříve samostatných archivů v Drážďanech, Lipsku a Saské Kamenici (Chemnitz) s jednou pobočkou ve Freibergu. Současně byl referát „Archivnictví“ vyčleněn ze Saského ministerstva vnitra a přejmenován na „Centrální úkoly a záležitosti“.
Do roku 2007 byl Státní saský archiv rozdělen na čtyři oddělení:
- Hlavní státní archiv v Drážďanech
- Státní archiv v Chemnitz
- Státní archiv v Lipsku (včetně Německého ústředí pro genealogii)
- Báňský archiv ve Freibergu

Organizačním výnosem Saského ministerstva vnitra ze dne 10. října 2007 byl úřad restrukturalizován a nově rozdělen na pět oddělení:
1. Centrální úkoly a záležitosti – včetně Referátu 13: Archivní centrum Hubertusburg (centrální pracoviště pro uchovávání archivních a knižních fondů a audiovizuálních médií ve Wermsdorfu)
2. Hlavní státní archiv v Drážďanech
3. Státní archiv v Chemnitz
4. Státní archiv v Lipsku – včetně Referátu 33: Německé ústředí pro genealogii)
5. Báňský archiv ve Freibergu

Zvláštní místo v Saském státním archivu zaujímá Státní filiální archiv v Budyšíně, který je od roku 2000 společně s Městským archivem v Budyšíně sloučen do jednoho úřadu Archivverbund Bautzen.

## Sídlo
Po svém založení sídlil Saský státní archiv v hlavní budově Saského ministerstva vnitra na Wilhelm-Buck-Straße 2. Poté se přestěhoval do nových prostor bývalé studentské koleje na Wilhelm-Buck-Straße 4. Od dokončení rekonstrukce Hlavního státního archivu v Drážďanech sídlí Saský státní archiv v administrativní budově Hlavního archivu v Archivstraße 14.

## Vedení
Prvním ředitelem Saského státního archivu byl Jürgen Rainer Wolf, jenž byl ve funkci od 10. října 2007 až do svého odchodu do důchodu v říjnu 2011. Od prosince 2011 je ředitelkou archivu Andrea Wettmann.

## Publikace
Saský státní archiv vydává dvakrát ročně bezplatné periodikum Sächsisches Archivblatt. Ve spolupráci s nakladatelstvím Mitteldeutscher Verlag vydává archiv edici Veröffentlichungsreihe des Sächsischen Staatsarchivs, rozdělenou na řady A: Archivverzeichnisse, Editionen und Fachbeiträge; B: Kleine Schriften, C: Ausstellungskataloge a D: Digitale Veröffentlichungen. Na svém internetovém portálu archiv prezentuje přehled svých fondů, archivní pomůcky a inventární seznamy.